# Roselin d'Edwards
Carpodacus edwardsii
Espèce
Statut de conservation UICN

 LC  : Préoccupation mineure
Le Roselin d'Edwards (Carpodacus edwardsii) est une espèce de passereau de la famille des Fringillidae.

## Distribution
Son aire s'étend à travers les monts Hengduan et l'est de l’Himalaya.

## Sous-espèces
D'après Alan P. Peterson, cette espèce est constituée des deux sous-espèces suivantes :
- C. e. edwardsii Verreaux, 1871 : ouest du Seutchouan, sud du Kansou.
- C. e. rubicunda (Greenway, 1933) : Népal, Sikkim, Bhoutan, sud-est du Tibet, nord du Bengale Occidental, Arunachal Pradesh, sud-est du Seutchouan, nord du Yunnan.

## Habitat
Ce roselin occupe un habitat différent selon la période de reproduction ou d’hivernage, fréquentant les formations de genévriers, de rhododendrons, de sapins et de bouleaux en été (3200-3900 m) puis visitant les fourrés de bambou et les buissons de rosier et d’épine-vinette en hiver (2000-3700m).

## Alimentation
Il se nourrit de graines de plantes herbacées, de petites pommes sauvages et de nectar de rhododendron. Mais d’autres plantes comme des baies d’argousier (Hippophae rhamnoides), des bourgeons d’un chèvre-feuille (Lonicera acuminata) et même de petites fraises des bois (Fragaria sp.) ont également été répertoriées, photos à l’appui (in Ottaviani 2008).